# Riad Hijab
Ne doit pas être confondu avec Hijab.
Riad Hijab (رياض حجاب), né en 1966, est un homme d'État syrien, Premier ministre du 23 juin au 6 août 2012.

## Biographie
Issu d'une famille sunnite de Deir ez-Zor.
Titulaire d'un doctorat d'ingénierie agricole, Riad Hijab s'engage dans l'Union nationale des étudiants syriens de 1989 à 1998, syndicat étudiant proche du régime baasiste. Il occupe par la suite de nombreux postes au sein du parti Baas avant de devenir son chef sur la région de Deir Ezzor entre 2004 et 2008. Il devient en 2008 gouverneur de Gouvernorat de Kuneitra à la frontière israélienne puis en 2011 du Gouvernorat de Lattaquié (nord-ouest de la Syrie).
Lorsque la révolte syrienne débute en mars 2011, Riad Hijab est nommé ministre de l'Agriculture et de la Réforme le 14 avril 2011. Un an plus tard, le 6 juin 2012, il est nommé Premier ministre par le président Bachar el-Assad et forme son gouvernement le 23 du même mois,, durant la guerre civile syrienne.
Le 6 août suivant au matin, alors que la télévision d’État annonce que Riad Hijab a été limogé, on apprend que celui-ci a fait défection et a fui en Jordanie, où sa famille se trouvait déjà depuis quelques jours. Il condamne des crimes contre l'humanité commis par le régime et affirme son soutien à la rébellion,,. Il affirme aussi qu'il a dû accepter le poste de Premier ministre sous des menaces de mort. Il abandonne également son portefeuille de l'Agriculture.
En décembre 2012, il serait le favori des États-Unis et de l'Arabie saoudite pour diriger un gouvernement de transition après une éventuelle chute du régime de Bachar el-Assad. Mais le Qatar et la Turquie lui préféreraient Mouaz al-Khatib, président de la Coalition nationale des forces de l'opposition et de la révolution (CNFOR), tandis que Georges Sabra, président du Conseil national syrien, juge que « les Syriens ne sont pas prêts à l'accepter pour le moment ». Après avoir été effectivement évoqué dans des discussions au sein de la CNFOR, il décide de ne pas se porter candidat, notamment à cause des réticences des Frères musulmans à son égard : Ghassan Hitto est finalement élu.
En décembre 2015, le Haut Comité des négociations (HCN) est fondé et Riad Hijab en prend la direction ; il démissionne le 20 novembre 2017.